# GILLE
GILLE(ジル, 1987년 1월 4일 - )는 일본 미야자키현 사이토시 출신의 가수이다. 2011년, TASHA gee명의로 CD데뷔하였고, 2012년부터 현재의 예명을 사용한다.

## 인물

### TASHA gee
초등학교 6학년 때에 영어회화를 배우기 시작하여 중・고교 시절에 수차례 영어 웅변 대회에서 우승하였다. 대학 입학 후에는 로스앤젤레스에서 음악을 공부하였다.
2010년 친정의 목장이 구제역 피해를 당했을 때에 가족을 응원하기 위해 쓴 곡인 'WILL'을 높이 평가한 미야자키의 연예소속사에 스카우트되어 2011년에 해당 곡으로 CD 데뷔.

### GILLE
'국적이나 외관에 구애받지 않고 자신의 노래를 전달하고 싶다'는 생각에서, 2012년 2월에 자신의 출생을 숨기고 GILLE이라는 예명으로 YouTube에서 자신이 부른 일본국내의 히트곡을 업로드. 공개 2개월에 총 재생수 100만 돌파. 영상에서는 실루엣만으로 촬영되어 국적, 경력이 베일에 쌓인 얼굴없는 여성가수라고 보도되었으나, 같은 해 6월에 일본인 여성임을 발표.
같은 해 3월 하순에 유니버설 뮤직과 계약.
같은 해 7월 6일에 추첨을 통해 당선된 200명을 대상으로 시부야 TOWER RECORDS에서 실루엣 라이브를 개최. 같은 월 8일에 TBS계열의 'SUNDAY JAPON'의 독점 인터뷰에서의 일본어 억양을 통해 미야자키 출신임이 밝혀짐. 퍼스트 앨범 발매전날인 같은 달 17일에는 신문의 지면을 통해 자신의 출신을 밝혔다.
같은 월 18일에는 퍼스트 앨범 'I AM GILLE.'을 발매.

## 디스코그래피

### 싱글
TASHA gee
- WILL (2011/7/24)
- 花びら (2012/5/30)

GILLE
- GIRLS / Winter Dream (2012/10/24)
- Try Again (2013/1/30)
- HIKARI (2013/8/21)

### 디지털 싱글
GILLE
- 「春夏秋冬(English Ver.)」(Hilcrhyme 커버)（2012/4/18）
- 「やさしくなりたい(English Ver.)」(사이토 가즈요시 커버)（2012/5/16）
- 「PARTY ROCK ANTHEM feat. STEVE JAY」(LMFAO 커버) (2012/6/6)
- 「恋文〜ラブレター〜(English Ver.)」(GReeeeN 커버)（2012/6/6）
- 「フライングゲット(English Ver.)」(AKB48 커버)（2012/6/27）
- 「GIRLS」（2012/10/3）
- 「Winter Dream」（2012/10/17）
- 「GIRLS / Winter Dream (Global Edition）」（2012/10/22）
- 「Try Again」（2013/1/16）
- 「Try Again (English Ver.)」（2013/1/23）
- 「さくら（独唱） (English Ver.)」（모리야마 나오타로 커버) (2013/2/20）
- 「行くぜっ!怪盗少女(English Ver.)」（모모이로 클로버 커버) (2013/7/24)
- 「女々しくて (English Ver.)」(골든 봄버 커버) (2013/8/14)
- 「Smile Again」(2013/10/9)
- 「Place To Go」(2014/6/18)
- 「Try Again -Special Edition-」（2014/6/25）

### 앨범
GILLE
- 「I AM GILLE.」 (2012/7/18)
(※골드 인정)
- 「I AM GILLE. -Special Edition-」 (2012/9/26)
- 「GILLEsound Vol.1」 (2013/3/6)
- 「I AM GILLE. 2」 (2013/9/4)
- 「I AM GILLE. 3 〜70's&80's J-POP〜」 (2014/4/9)
- 「TREASURES」 (2014/8/13)

### 참가작품

#### 피처링
1. 가미지 유스케 「あの・・出会っちゃってるんですケド。 」 (2013년 4월 17일)
  - 9.Wherever you are 遊turing GILLE
2. 다이시 댄스 《the Ghibli set 2》 やさしさに包まれたなら (2014년 4월 28일)